# Naturpark Weserbergland Schaumburg-Hameln

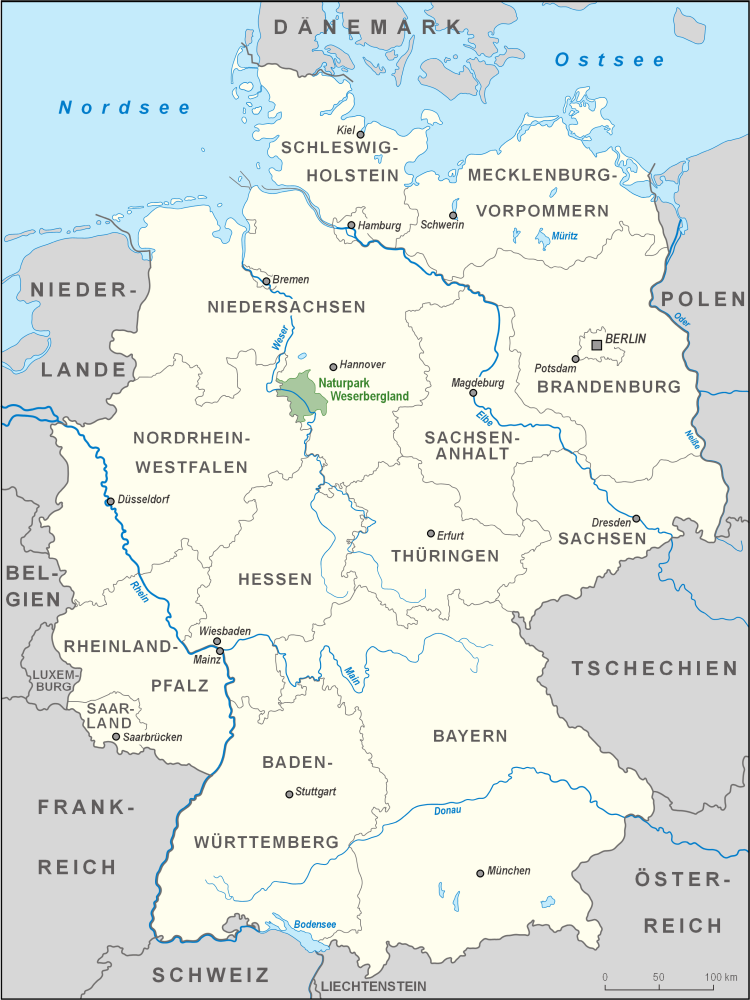
Lage des Naturparks Weserbergland

Der Naturpark Weserbergland Schaumburg-Hameln liegt am nördlichen Rand der deutschen Mittelgebirge am Übergang zur Norddeutschen Tiefebene, etwa 50 km südwestlich von Hannover. Träger des 1975 gegründeten Naturparks ist das Land Niedersachsen. Der Park umfasst das obere Wesertal zwischen Rinteln und Hameln mit Teilen vom Schaumburger Land, Calenberger, Lippischen und Pyrmonter Bergland von Bad Nenndorf im Norden bis Bad Pyrmont im Süden, Bückeburg und Bad Eilsen im Westen und Bad Münder und Osterwald im Osten mit der höchsten Erhebung im Süntel.

## Geographische Lage
Im Norden begrenzt durch die bewaldeten Höhenzüge Bückeberg und Deister, zieht sich der fast 1000 km² große Naturpark vom östlichen Wesergebirge, Harrl und Süntel beiderseits der Weser entlang nach Süden bis zum Ith, dem Osterwald und dem Thüster Berg durch eine vielseitige Landschaft aus sanften Waldhügeln und kleinen Tälern mit zahlreichen Bächen und Flüssen. Im Süntel, im Ith und auf dem Kanstein ragen felsige Steilkanten in die Landschaft. 
Eine bunte Mischung aus Natur- und Landschaftsschutzgebieten, Städten, mehreren Heilbädern und kleinen Dörfern und Schlössern und Burgen der Weserrenaissance machen den Naturpark zu einem beliebten Naherholungs- und Feriengebiet im norddeutschen Raum.

## Besonderheiten

### Architektur
- Bauten der Weserrenaissance, wie die Schlösser Hämelschenburg und Schwöbber
- Mittelalterlicher Marktplatz der ehemaligen Universitätsstadt Rinteln
- Altstädte von Bückeburg und Hameln
- Vielfältige Kuranlagen von Bad Eilsen, Bad Nenndorf, Bad Münder am Deister und Bad Pyrmont
- Zahlreiche frühmittelalterliche Kirchen, Klöster, Stifte und Stadtmauern

### Natur
Bemerkenswerte Naturräume sind:

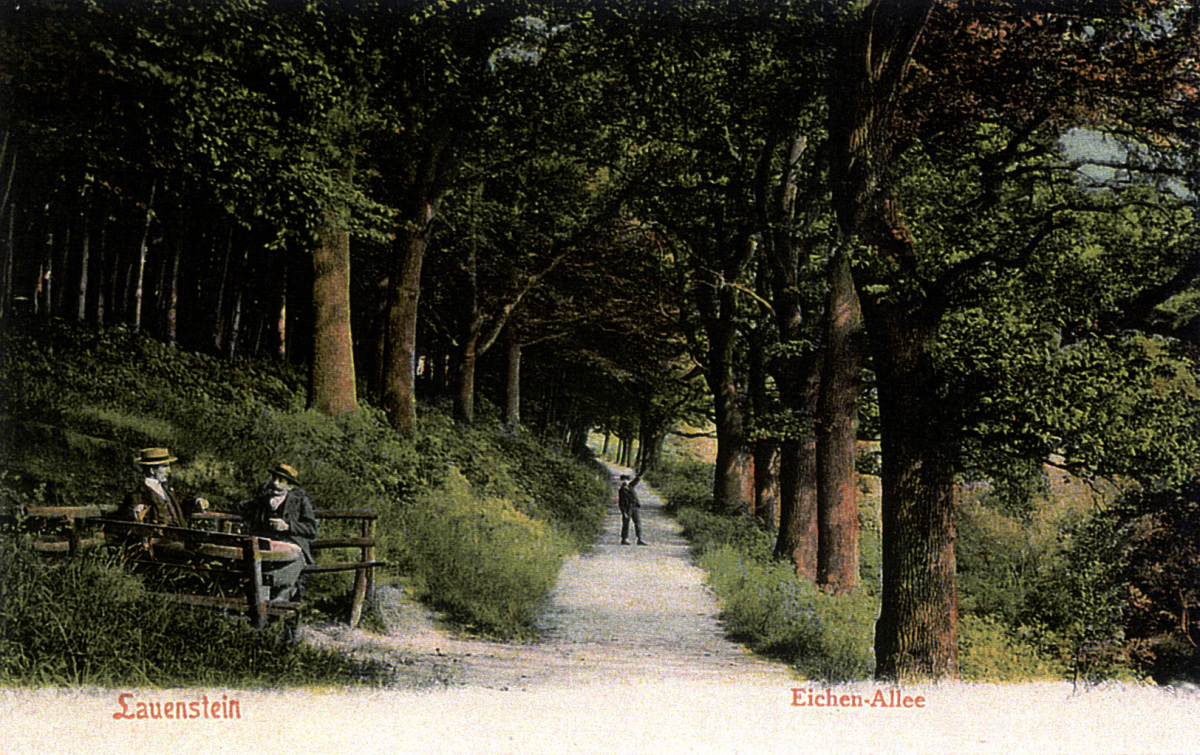
Die von Ernst Rudorff vor der Abholzung gerettete Eichen-Allee hinter der Knabenburg in Lauenstein stehen für „eine er frühesten zivilgesellschaftlichen Naturschutzaktionen“;
kolorierte Ansichtskarte um 1900

- das 800 Hektar große Naturschutzgebiet „Hohenstein“ im Süntel
- das 240 Hektar große Naturschutzgebiet „Naturwald Saubrink/Oberberg“
- das Naturschutzgebiet „Kamm des Wesergebirges“
- die hier heimischen, sehr seltenen Süntelbuchen
- Tropfsteinhöhlen, insbesondere die Schillat-Höhle bei Hessisch Oldendorf

Im Weserbergland liegen die nördlichsten Hartsteinvorkommen Deutschlands. Die Landschafts- und Naturräume der Weserberge sind daher durch die Steinbruchindustrie gekennzeichnet, die Korallenoolith - Hartstein in mehreren Betrieben gewinnt. Zu nennen sind der Messingsberg bei Steinbergen, die Wülpker-Egge bei Bückeburg und der Papenbrink bei Kleinenbremen im Wesergebirge, daneben auch der Riesenberg bei Langenfeld/Hessisch Oldendorf und der Mattenberg bei Hamelspringe im Süntel. Schaumburger Bürger haben als Protest gegen die „Landschaftszerstörung“ durch die Steinbruchbetriebe, die Aktionsgemeinschaft Weserbergland - Schaumburger Freunde gegründet.

### Freizeit
- Frei- und Hallenbäder, Badeteiche
- Golfplätze
- Rad- und Wanderwege durch Berge und Täler entlang der Weser
- Der Freizeitpark Rasti-Land in Salzhemmendorf, das Motto: Zeit für Abenteuer
- Schifffahrtslinien auf der Weser
- Wintersportmöglichkeiten in höheren Berglagen
- Steilfelsen zum Klettern
- Schauhöhlen und Bergwerksstollen
- Sommerrodelbahn in der "Münchhausenstadt" Bodenwerder.